# Teorema numerelor prime
Teorema numerelor prime descrie distribuția asimptotică a numerelor prime.
În linii mari, teorema precizează că, dacă N este un număr natural suficient de mare, probabilitatea ca un alt număr natural, din vecinătatea lui N să fie prim, este 
{\displaystyle {\frac {1}{ln\;N}}} ,
unde ln N este logaritmul natural al lui N.
De exemplu, dacă N=10 000, aproximativ unul din 9 sunt prime, iar dacă N=1.000.000.000, numai unul din 21 numere (din vecinătatea lui N) sunt prime.

## Enunțul teoremei

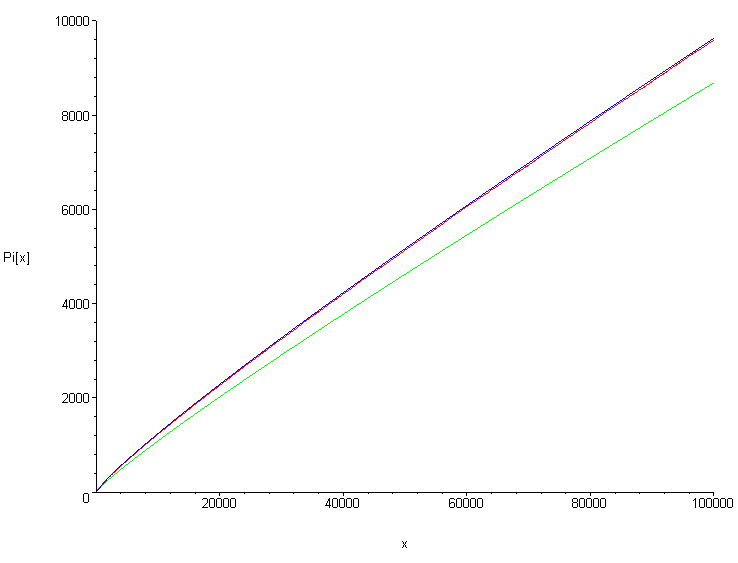
Graficul comparaţiei dintre şi.

Se definește „funcția număr prim” {\displaystyle \pi }
{\displaystyle \pi (x)=\#\{p\in \mathbb {P} \mid p\leq x\}} ,
unde {\displaystyle x\in \mathbb {R} } 
iar {\displaystyle \mathbb {P} } este mulțimea numerelor prime.
(Simbolul {\displaystyle \#M} reprezintă numărul de elemente sau cardinalul mulțimii M. )
Așadar, {\displaystyle \pi (x)} definește numărul numerelor prime mai mici decât x.
Teorema numerelor prime afirmă că:
{\displaystyle \lim _{x\to \infty }{\frac {\pi (x)}{\frac {x}{\ln(x)}}}=1}.
Sau, cu alte cuvinte, funcțiile {\displaystyle \pi (x)} și {\displaystyle {\frac {x}{\ln(x)}}} sunt asimptotic echivalente.

## Istoric
Teorema numerelor prime demonstrată pentru prima dată de matematicianul francez Jacques Hadamard, în 1896. Teorema a fost demonstrată independent, în același an, și de Charles Jean de la Vallée-Poussin⁠(en)[traduceți].

## Tabel cu π(x),x/ lnxși Li(x)
| x   | π(x)[1]     | π(x) - x / lnx | Li(x) - π(x)[2] | x / π(x) |        |
| --- | ----------- | -------------- | --------------- | -------- | ------ |
| 10  | 4           | -0,3           | 0,921           | 2,2      | 2,500  |
| 102 | 25          | 3,3            | 1,151           | 5,1      | 4,000  |
| 103 | 168         | 23             | 1,161           | 10       | 5,952  |
| 104 | 1.229       | 143            | 1,132           | 17       | 8,137  |
| 105 | 9.592       | 906            | 1,104           | 38       | 10,425 |
| 106 | 78.498      | 6.116          | 1,084           | 130      | 12,740 |
| 107 | 664.579     | 44.158         | 1,071           | 339      | 15,047 |
| 108 | 5.761.455   | 332.774        | 1,061           | 754      | 17,357 |
| 109 | 50.847.534  | 2.592.592      | 1,054           | 1.701    | 19,667 |
| 10  | 455.052.511 | 20.758.029     | 1,048           | 3.104    | 21,975 |